# Gynoplistia concava
Gynoplistia concava är en tvåvingeart som beskrevs av Alexander 1922. Gynoplistia concava ingår i släktet Gynoplistia och familjen småharkrankar. Inga underarter finns listade i Catalogue of Life.